# Вайсфельд, Александр Яковлевич
Александр Яковлевич Вайсфельд (10 января 1919, Сатанов — 2000, Львов) — советский и украинский скрипач, музыкальный педагог.

## Биография
Александр Яковлевич Вайсфельд родился 10 января 1919 года в городке Сатанове. Игре на скрипке учился в Каменец-Подольском у Зденека Коминека.
Окончил Киевскую консерваторию, где учился у профессора Давида Бертье и профессора Якова Магазинера.
В конце 1969 — начале 1970 годов был участником Львовского струнного квартета в составе: А. Деркач (1-я скрипка), А. Вайсфельд (2-я скрипка), З. Дашак (альт), Х. Колесса (виолончель). В частности квартет выступил в Доме композиторов (Киев) с «Поэмой» И. Мартона для струнного квартета.
Жил во Львове. Работал исполняющим обязанности доцента Львовской государственной консерватории имени Николая Лысенко. Преподавал в Львовской средней специальной музыкальной школе-интернате имени Саломеи Крушельницкой. 30 лет руководил ансамблем скрипачей, созданным профессором Павлом Макаренко.
Среди учеников — лауреат Первой премии Международного конкурса скрипачей имени Николо Паганини Юрий Корчинский, заслуженный артист Украины Владимир Дуда, Игорь Гриньков, Наталья Костик, Владимир Коцюруба, Юрий Соколовский, заслуженная артистка Украины Наталья Мандрыка, Юрий Войтинский, Александр Мазепа, Владимир Микитка.